# Sillago macrolepis
 Sillago macrolepis és una espècie de peix de la família Sillaginidae i de l'ordre dels perciformes.

## Morfologia
Els mascles poden assolir els 20 cm de longitud total.

## Distribució geogràfica
Es troba a Indonèsia, Salomó i les Filipines.